# كلخ سينائي
الكلخ السينائي (باللاتينية: Ferula sinaica) نوع نباتي يتبع جنس الكلخ من الفصيلة الخيمية.

## الموئل والانتشار
النبات واطن في بلاد الشام وسيناء.